# Oliver Bierhoff
Oliver Bierhoff (sinh ngày 1 tháng 5 năm 1968) là một cựu cầu thủ bóng đá người Đức, người đã có bàn thắng vàng đầu tiên cho Đội tuyển bóng đá quốc gia Đức trong lịch sử bóng đá quốc tế trong trận chung kết Euro 96, đưa đội Đức lên ngôi vô địch - 
Nhờ bàn thắng vàng anh được biết đến như là một trong những cầu thủ không chiến xuất sắc nhất trong lịch sử bóng đá.
Bierhoff sinh ra ở Karlsruhe. Trong sự nghiệp bóng đá của anh từ năm 1985 đến 2003, anh đã chơi cho KFC Uerdingen, Hamburg, Borussia Mönchengladbach, Austria Salzburg, Ascoli, Udinese, AC Milan, AS Monaco, Chievo Verona. Anh đã giành tổng cộng 103 bàn thắng trong mùa giải Serie A. Trong mùa bóng 1997-1998, anh đã cùng AC Milan đoạt Cúp vô địch bóng đá Italia, là cầu thủ xuất sắc nhất trong Giải vô địch bóng đá quốc gia Italia với 27 bàn thắng.
Tuy nhiên, Bierhoff khởi đầu không được may mắn trên sân cỏ Đức. Sau khi thất bại ở Đức, anh chuyển sang Áo lập nghiệp, tại đây anh đã ghi được 23 bàn thắng. Đây là cơ hội để anh chuyển sang đá cho Ý. Tại Ý, anh tiếp tục khẳng định mình, trong thời gian 5 năm tại đây anh đã 2 lần trở thành "Vua phá lưới" giải vô địch Italia.
Hiện tại Bierhoff đang là Giám đốc Hiệp hội Bóng đá Đức (GFA).

## Sự nghiệp câu lạc bộ
Bierhoff chơi cho chín câu lạc bộ khác nhau, trong bốn giải đấu khác nhau. Anh đã ghi được tổng cộng 103 bàn thắng tại Serie A, một trong những cầu thủ không phải người Ý ghi nhiều bàn thắng nhất trong lịch sử của giải đấu. Trong mùa giải 1997-1998, anh là vua phá lưới Serie A với 27 bàn thắng cho Udinese.
Tuy nhiên Bierhoff không bao giờ là một thành công ở Bundesliga. Sau khi không tỏa sáng ở Đức, anh đã có cơ hội của mình tại Bundesliga Áo. Điều đó đã cho anh cơ hội tại Ascoli ở Ý. Nhưng đó là tại Udinese, dưới thời Alberto Zaccheroni, Bierhoff tìm thấy thành công ở cả câu lạc bộ và đội tuyển quốc gia Đức. Sau đó anh chuyển đến Milan vào năm 1998, và đạt danh hiệu Serie A trong mùa giải đầu tiên của mình ở đó. Sau ba mùa giải đó, anh chuyển tới giải Pháp Ligue 1 thi đấu cho Monaco vào năm 2001 trong một năm, trước khi trở lại Serie A để chơi cho Chievo Verona, nơi anh giải nghệ vào cuối mùa giải 2002-03. Trong trận đấu cuối cùng của mình, anh đã ghi một hat-trick cho Chievo Verona trong trận thua 3-4 trước Juventus.

## Sự nghiệp Đội tuyển
Bierhoff xuất hiện lần đầu ở đội tuyển quốc gia Đức trong một trận giao hữu với Bồ Đào Nha vào ngày 21 tháng 2 năm 1996. Trong lần xuất hiện thứ hai của mình ngày 27 tháng 3 năm 1996, anh ghi hai bàn thắng quốc tế đầu tiên của mình trong chiến thắng 2-0 trước đội tuyển Đan Mạch. Tổng cộng Bierhoff ghi được 37 bàn trong 70 lần ra sân, bao gồm cả hai bàn trong chiến thắng 2-1 trước Cộng hòa Séc tại Euro 1996 sau khi được vào sân từ băng ghế dự bị. 
Trong một trận đấu quan trọng ở vòng loại World Cup 1998 ngày 20 Tháng Tám 1997, Đức thua Bắc Ireland, 0-1, với 20 phút còn lại khi huấn luyện viên đội tuyển quốc gia, Berti Vogts, quyết định đưa Thomas Hassler và Oliver Bierhoff. Trong thời hạn bảy phút Bierhoff đã ghi ba bàn thắng, lập một hat-trick nhanh nhất hat-trick trong lịch sử của đội tuyển quốc gia Đức.
Bierhoff cũng đã chơi tại Euro 2000 dù là nhà đương kim vô địch giải đấu euro 1996 nhưng đội tuyển Đức bị hổ thẹn bà phải sớm về nước sau khi đội tuyển Đức giành được 1 điểm và đứng chót bảng kết quả đội tuyển Đức bị loại khỏi vòng bảng và World Cup cả hai năm 1998 và 2002. Anh xuất hiện lần cuối cùng ở Đội tuyển Đức khi anh được đưa vào sân trong hiệp hai của trận chung kết với Brazil tại World Cup 2002, nhưng không thể giúp gì trước thất bại 0-2.

## Thống kê sự nghiệp
| #  | Ngày                 | Địa điểm                                       | Đối thủ       | Bàn thắng | Kết quả      | Giải đấu                 |
| -- | -------------------- | ---------------------------------------------- | ------------- | --------- | ------------ | ------------------------ |
| 1  | 27 tháng 3 năm 1996  | Sân vận động Olympic, München, Đức             | Đan Mạch      | 1–0       | 2–0          | Giao hữu                 |
| 2  | 27 tháng 3 năm 1996  | Sân vận động Olympic, München, Đức             | Đan Mạch      | 2–0       | 2–0          | Giao hữu                 |
| 3  | 4 tháng 6 năm 1996   | Sân vận động Carl Benz, Mannheim, Đức          | Liechtenstein | 3–0       | 9–1          | Giao hữu                 |
| 4  | 30 tháng 6 năm 1996  | Sân vận động Wembley, Luân Đôn, Anh            | Cộng hòa Séc  | 1–1       | 2–1 (s.h.p.) | Euro 1996                |
| 5  | 30 tháng 6 năm 1996  | Sân vận động Wembley, Luân Đôn, Anh            | Cộng hòa Séc  | 2–1       | 2–1 (s.h.p.) | Euro 1996                |
| 6  | 4 tháng 9 năm 1996   | Sân vận động Górnik, Zabrze, Ba Lan            | Ba Lan        | 1–0       | 2–0          | Giao hữu                 |
| 7  | 30 tháng 4 năm 1997  | Weserstadion, Bremen, Đức                      | Ukraina       | 1–0       | 2–0          | Vòng loại World Cup 1998 |
| 8  | 20 tháng 8 năm 1997  | Windsor Park, Belfast, Bắc Ireland             | Bắc Ireland   | 1–1       | 3–1          | Vòng loại World Cup 1998 |
| 9  | 20 tháng 8 năm 1997  | Windsor Park, Belfast, Bắc Ireland             | Bắc Ireland   | 2–1       | 3–1          | Vòng loại World Cup 1998 |
| 10 | 20 tháng 8 năm 1997  | Windsor Park, Belfast, Bắc Ireland             | Bắc Ireland   | 3–1       | 3–1          | Vòng loại World Cup 1998 |
| 11 | 11 tháng 10 năm 1997 | Niedersachsenstadion, Hannover, Đức            | Albania       | 2–1       | 4–3          | Vòng loại World Cup 1998 |
| 12 | 11 tháng 10 năm 1997 | Niedersachsenstadion, Hannover, Đức            | Albania       | 4–3       | 4–3          | Vòng loại World Cup 1998 |
| 13 | 15 tháng 11 năm 1997 | Rheinstadion, Düsseldorf, Đức                  | Nam Phi       | 2–0       | 3–0          | Giao hữu                 |
| 14 | 30 tháng 5 năm 1998  | Waldstadion, Frankfurt am Main, Đức            | Colombia      | 1–0       | 3–1          | Giao hữu                 |
| 15 | 30 tháng 5 năm 1998  | Waldstadion, Frankfurt am Main, Đức            | Colombia      | 2–0       | 3–1          | Giao hữu                 |
| 16 | 5 tháng 6 năm 1998   | Sân vận động Carl Benz, Mannheim, Đức          | Luxembourg    | 5–0       | 7–0          | Giao hữu                 |
| 17 | 5 tháng 6 năm 1998   | Sân vận động Carl Benz, Mannheim, Đức          | Luxembourg    | 6–0       | 7–0          | Giao hữu                 |
| 18 | 21 tháng 6 năm 1998  | Sân vận động Félix-Bollaert, Lens, Pháp        | Nam Tư        | 2–2       | 2–2          | World Cup 1998           |
| 19 | 25 tháng 6 năm 1998  | Sân vận động Mosson, Montpellier, Pháp         | Iran          | 1–0       | 2–0          | World Cup 1998           |
| 20 | 29 tháng 6 năm 1998  | Sân vận động Mosson, Montpellier, Pháp         | México        | 2–1       | 2–1          | World Cup 1998           |
| 21 | 14 tháng 10 năm 1998 | Sân vận động Cộng hòa, Chişinău, Moldova       | Moldova       | 3–1       | 3–1          | Vòng loại Euro 2000      |
| 22 | 4 tháng 6 năm 1999   | BayArena, Leverkusen, Đức                      | Moldova       | 1–0       | 6–1          | Vòng loại Euro 2000      |
| 23 | 4 tháng 6 năm 1999   | BayArena, Leverkusen, Đức                      | Moldova       | 4–0       | 6–1          | Vòng loại Euro 2000      |
| 24 | 4 tháng 6 năm 1999   | BayArena, Leverkusen, Đức                      | Moldova       | 6–1       | 6–1          | Vòng loại Euro 2000      |
| 25 | 4 tháng 9 năm 1999   | Sân vận động Olympic, Helsinki, Phần Lan       | Phần Lan      | 1–0       | 2–1          | Vòng loại Euro 2000      |
| 26 | 4 tháng 9 năm 1999   | Sân vận động Olympic, Helsinki, Phần Lan       | Phần Lan      | 2–0       | 2–1          | Vòng loại Euro 2000      |
| 27 | 8 tháng 9 năm 1999   | Westfalenstadion, Dortmund, Đức                | Bắc Ireland   | 1–0       | 4–0          | Vòng loại Euro 2000      |
| 28 | 3 tháng 6 năm 2000   | Frankenstadion, Nürnberg, Đức                  | Cộng hòa Séc  | 2–1       | 3–2          | Giao hữu                 |
| 29 | 3 tháng 6 năm 2000   | Frankenstadion, Nürnberg, Đức                  | Cộng hòa Séc  | 3–2       | 3–2          | Giao hữu                 |
| 30 | 7 tháng 6 năm 2000   | Dreisamstadion, Freiburg, Đức                  | Liechtenstein | 1–0       | 8–2          | Giao hữu                 |
| 31 | 15 tháng 8 năm 2001  | Népstadion, Budapest, Hungary                  | Hungary       | 5–2       | 5–2          | Giao hữu                 |
| 32 | 13 tháng 2 năm 2002  | Sân vận động Fritz Walter, Kaiserslautern, Đức | Israel        | 5–1       | 7–1          | Giao hữu                 |
| 33 | 27 tháng 3 năm 2002  | Ostseestadion, Rostock, Đức                    | Hoa Kỳ        | 3–1       | 4–2          | Giao hữu                 |
| 34 | 9 tháng 5 năm 2002   | Dreisamstadion, Freiburg, Đức                  | Kuwait        | 2–0       | 7–0          | Giao hữu                 |
| 35 | 9 tháng 5 năm 2002   | Dreisamstadion, Freiburg, Đức                  | Kuwait        | 4–0       | 7–0          | Giao hữu                 |
| 36 | 9 tháng 5 năm 2002   | Dreisamstadion, Freiburg, Đức                  | Kuwait        | 6–0       | 7–0          | Giao hữu                 |
| 37 | 1 tháng 6 năm 2002   | Sapporo Dome, Sapporo, Nhật Bản                | Ả Rập Xê Út   | 7–0       | 8–0          | World Cup 2002           |

## Danh hiệu
Milan
- Serie A: 1998–99[2]

Germany
- UEFA European Football Championship: 1996
- FIFA World Cup á quân: 2002

### Cá nhân
- Vua phá lưới Serie A mùa bóng 1997-98
- Cầu thủ hay nhất nước Đức năm 1998

## Đời tư
Hiện nay Bierhoff đang là quản lý tài chính của đội tuyển bóng đá quốc gia Đức. Anh kết hôn với Klara Szalantzy, một người mẫu ở Munich. Họ đã sinh một cô con gái vào ngày 27 tháng 1 năm 2007.